# Safan Garden
Safan Garden (Dordrecht, 20 maart 1995) is een Nederlands voormalig voetballer die doorgaans speelde als middenvelder. Tussen 2014 en 2016 was hij actief voor Almere City.

## Clubcarrière
Garden speelde in de jeugdopleiding van Sparta Rotterdam en na één jaar in de A1 van de Rotterdamse club, verkaste de middenvelder in 2014 naar Almere City. Zijn debuut voor de ploeg maakte hij onder leiding van Fred Grim op 22 augustus 2014, toen met 0–1 verloren werd van Jong FC Twente. Garden viel een kwartier voor tijd in voor Ricardo Kip. In de zomer van 2016 liet hij Almere achter zich.

## Clubstatistieken
| Seizoen | Club        | Competitie     | Competitie | Competitie | Beker | Beker | Internationaal | Internationaal | Totaal | Totaal |
| Seizoen | Club        | Competitie     | Wed.       | Dlp.       | Wed.  | Dlp.  | Wed.           | Dlp.           | Wed.   | Dlp.   |
| ------- | ----------- | -------------- | ---------- | ---------- | ----- | ----- | -------------- | -------------- | ------ | ------ |
| 2014/15 | Almere City | Eerste divisie | 2          | 0          | 0     | 0     | —              | —              | 2      | 0      |
| 2015/16 | Almere City | Eerste divisie | 0          | 0          | 0     | 0     | —              | —              | 0      | 0      |
| Totaal  | Totaal      | Totaal         | 2          | 0          | 0     | 0     | 0              | 0              | 2      | 0      |